# Кермеагаш
Керимагаш (каз. Керімағаш) — село в Панфиловском районе Жетысуской области Казахстана. Входит в состав Коныроленского сельского округа. Код КАТО — 195643200.

## Население
В 1999 году население села составляло 103 человека (46 мужчин и 57 женщин). По данным переписи 2009 года, в селе проживало 206 человек (101 мужчина и 105 женщин).